# Ludmiła Zubkowa
Ludmiła Wasiljewna Zubkowa (ros. Людмила Васильевна Зубкова; ur. 1926) – radziecka pisarka. Autorka książek dla dzieci oraz scenariuszy do filmów rysunkowych. 

## Wybrane scenariusze filmowe
- 1975: Żyli sobie Och i Ach
- 1976: Bajka o leniuszku
- 1977: Och i Ach wędrują w świat
- 1977: Słoneczko na nitce
- 1981: Zając fachowiec